# Batalha do Alto da Aliança
A Batalha del Alto da Aliança, ou Batalha de Tacna, foi uma ação bélica que se desenvolveu em 26 de maio de 1880 em Tacna, no marco da Guerra do Pacífico, sendo uma das maiores ações militares da Campanha de Tacna e Arica.
Se enfrentaram os exércitos aliados do Peru e Bolivia contra o Chile. O Exército do Chile, comandado pelo General Manuel Baquedano derrota paraa sua contraparte aliada dirigida peol General boliviano Narciso Campero, logo depois de quase cinco horas de combate. Depois da batalha, Bolívia se retira militarmente da guerra, a qual continuaria entre as forças do Chile e o Peru.
O lugar da batalha foi a meseta do cerro Intiorko que em quechua significa Alto do Sol. Jorge Basadre explica que antes da batalha já se conhecia para a localização do acampamento aliado com o nome de Alto da Aliança, devido ao Tratado de Aliança Defensiva Peru – Bolívia. Também se conhece como Campo da Aliança.